# Rhincalanus gigas
Rhincalanus gigas (лат.) — вид ракообразных рода Rhincalanus из отряда каляноид (Rhincalanidae, Calanoida).

## Описание
Относительно крупный антарктический вид каляноид. Длина самок 6,5—9,3 мм, самцов 6,9—7,2 мм. 3-й и 4-й сомиты каждый с парными шиповидными отростками дорсально на заднем крае. P5 самки с 1 или 2 внутренними волосками на среднем сегменте; дистальный сегмент с 2 внутренними плюмозными волосками и терминальным шипом. Уросома самки 3-сегментная. Rhincalanus gigas обнаружен в Южном океане: в водах Антарктики, на юге Индийского океана и прилегающих водах Южной Америки
.